# Kebun Raya Bali

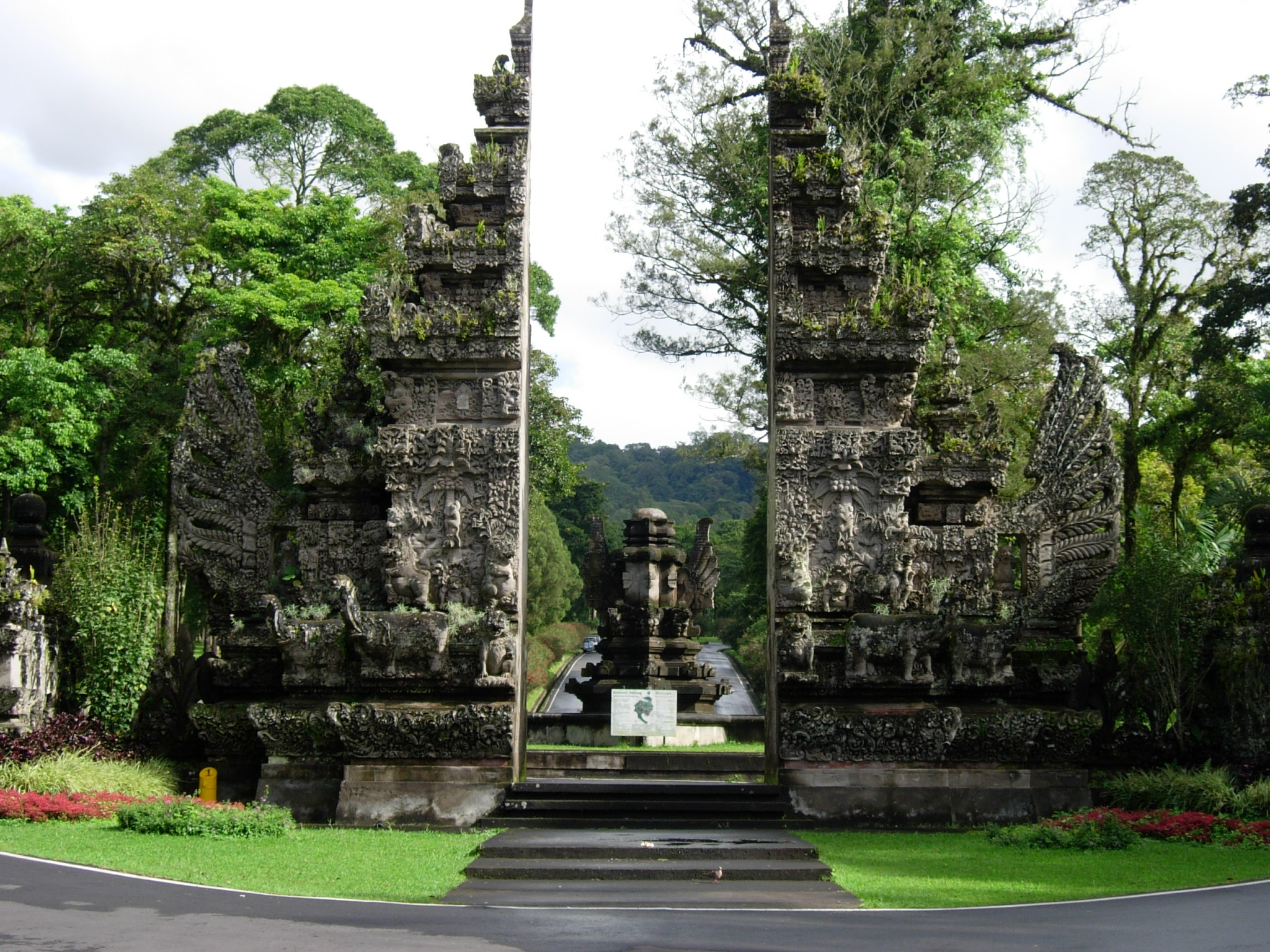
'Gapura' in de Kebun Raya Bali

De Kebun Raya Bali is een hortus botanicus op Bali - Indonesië.
Deze Kebun Raya is een van de vier Kebun Raya Indonesia die deel uitmaken van het Indonesisch Instituut van Wetenschappen. De overige drie tuinen zijn: Kebun Raya Bogor, Kebun Raya Purwodadi en Kebun Raya Cibodas.
De botanische tuin is aangesloten bij Botanic Gardens Conservation International, een non-profitorganisatie die botanische tuinen samen wil brengen in een wereldwijd samenwerkend netwerk om te komen tot het behoud van de biodiversiteit van planten.